# Edson Abdalla Saad
Edson Abdalla Saad (Igarapava, 12 de julho de 1935 – Rio de Janeiro, 3 de junho de 2005) foi um dos mais conceituados médicos brasileiros da segunda metade do século XX.
Professor das universidades federais do Rio e Janeiro e Fluminense, era considerado um mestre no contato com pacientes, com grande cultura filosófica e humanista.

## Formação e carreira
Graduado em medicina pela Universidade Federal do Rio de Janeiro em 1959, especializou-se em cardiologia a partir de 1961, trabalhando no Hospital Federal dos Servidores do Estado. Em seus primeiros tempos como profissional, também havia se especializado em infectologia, mas decidiu-se pela cardiologia - sem nunca deixar de ser, como dizia, um clínico geral.
Manteve-se permanentemente ligado à Universidade e tornou-se o mais jovem professor titular da cadeira de cardiologia até então, defendendo sua tese aos 33 anos de idade.  E, de fato, a vida acadêmica foi parte indelével de sua trajetória - permaneceu por toda a vida como professor da Faculdade de Medicina da UFRJ, assim como da Universidade Federal Fluminense (UFF). Ao mesmo tempo, atuou na clínica privada com uma numerosa clientela. 
Em 1964, fez uma pioneira formação em cateterismo no Instituto Karolinska, em Estocolmo, na Suécia. De volta ao Brasil, atuava principalmente no Hospital Moncorvo Filho, ligado à Faculdade, atendendo aos pacientes e formando profissionais na técnica.
Foi eleito membro da Academia Nacional de Medicina em 1993, sucedendo Aarão Burlamaqui Benchimol na Cadeira , que tem Miguel Couto como patrono.

## Origens e família
Filho dos imigrantes libaneses Calim Abdalla Saad e Evelina Fayed, nasceu na cidade paulista de Igarapava, assim como o irmão Miguel, dois anos mais jovem e que também se tornaria médico. O pai trabalhava no beneficiamento e comércio de arroz e, quando os dois rapazes chegaram ao antigo curso ginasial, decidiu mudar-se para a quase vizinha Uberaba, em Minas Gerais, para acompanhar as transformações do cultivo e do mercado de arroz, assim como - ou talvez principalmente - para proporcionar uma educação de qualidade aos filhos. Edson e Miguel estudaram no Colégio Marista Diocesano de Uberaba. Mantinham também uma estreita ligação com a família materna, estabelecida na cidade de Catalão, Goiás.
No Rio de Janeiro, Edson conheceu Monica Buarque Benchimol, filha do professor Aarão, com quem se casou em 1962. Tiveram três filhos: Marcelo Benchimol Saad, em 1963; Sergio Benchimol Saad, em 1966, e Eduardo Benchimol Saad, em 1972 - esse último, também cardiologista, especializado em eletrofisiologia cardíaca.

## Tratado de Cardiologia - Semiologia

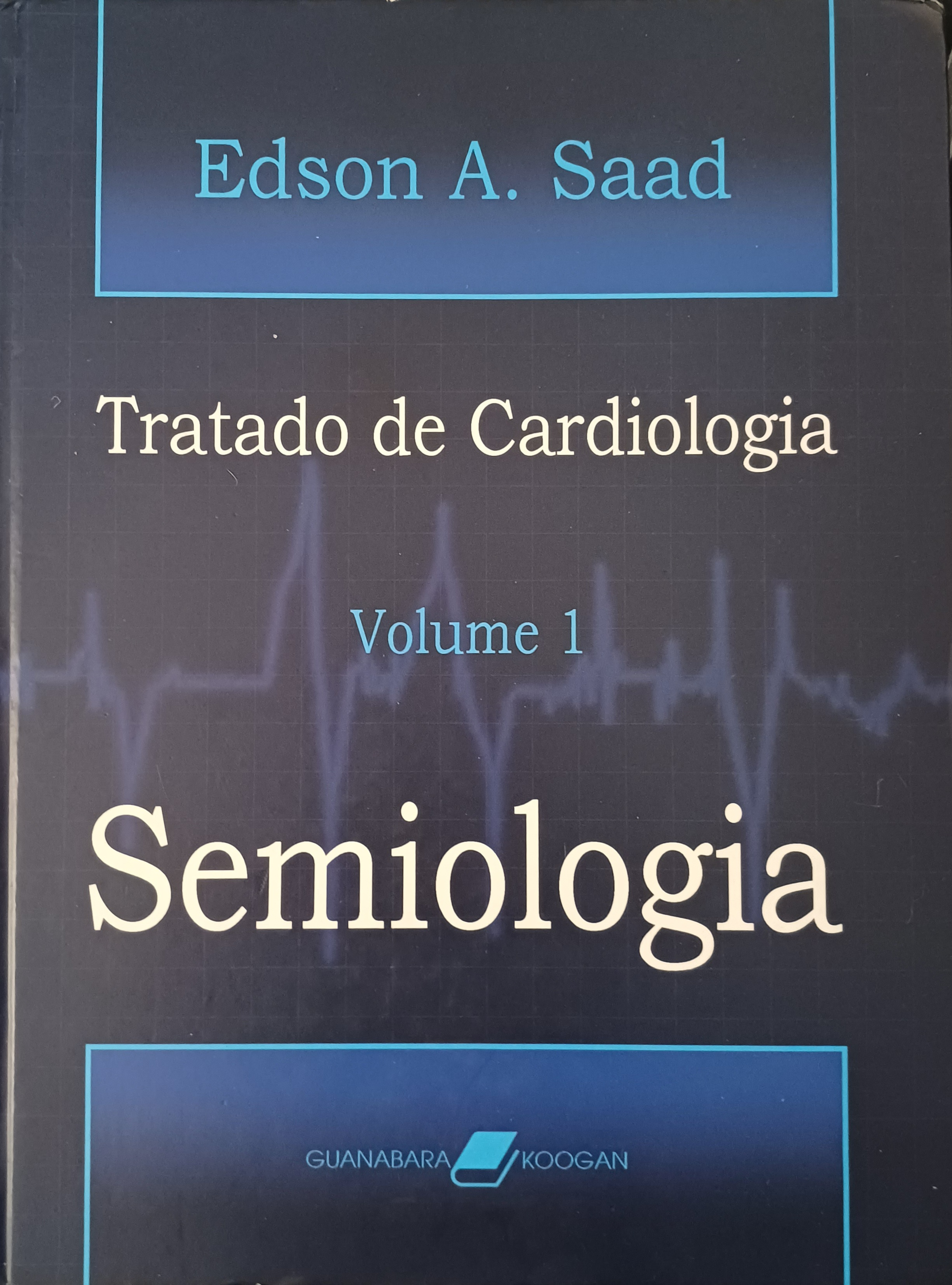
Publicado em 2003, o Tratado de Cardiologia - Semiologia é obra consagrada

Em 2003, Edson Saad lançou, pela Editora Guanabara-Koogan, aquele que seria o primeiro de três volumes dedicados à cardiologia. O volume 1, Semiologia, é um dos principais guias do assunto - não limitado à especialidade, mas abrangendo extensivamente a matéria que trata da relação com o paciente. O prefácio é de Luiz Décourt e de Clementino Fraga Filho, dois gigantes da medicina brasileira. 